# Contea di Keweenaw
La contea di Keweenaw, in inglese Keweenaw County, è una contea dello Stato del Michigan, negli Stati Uniti. La popolazione al censimento del 2000 era di 2 301 abitanti. Il capoluogo di contea è Eagle River.

## Contee e distretti confinanti
- Distretto di Thunder Bay (Ontario, Canada) - nord
- Contea di Alger - est
- Contea di Marquette - sud-est
- Contea di Houghton - sud
- Contea di Ontonagon - sud-ovest
- Contea di Cook (Minnesota) - nord-ovest